# Amtsbezirk Ries
Der Amtsbezirk Ries war ein Amtsbezirk im Kreis Apenrade in der Provinz Schleswig-Holstein.
Der Amtsbezirk wurde 1889 gebildet und umfasste Teile des Forstgutsbezirks Apenrade und die folgenden Gemeinden:  
1. Brunde
2. Lunderup
3. Norderenleben
4. Miöls
5. Ries
6. Riesjarup
7. Soes

1920 wurde der Amtsbezirk aufgelöst und die Gemeinden aufgrund der Volksabstimmung in Schleswig an Dänemark abgetreten.